# 29420 Ikuo
29420 Ikuo è un asteroide della fascia principale. Scoperto nel 1997, presenta un'orbita caratterizzata da un semiasse maggiore pari a 3,1112904 UA e da un'eccentricità di 0,0335295, inclinata di 9,29005° rispetto all'eclittica.